# Masahiro Hamazaki
Masahiro Hamazaki (14. březen 1940 – 10. říjen 2011) je bývalý japonský fotbalista.

## Reprezentace
Masahiro Hamazaki odehrál 2 reprezentační utkání. S japonskou reprezentací se zúčastnil letních olympijských her 1968.

## Statistiky
| Japonsko | Japonsko | Japonsko |
| Roky     | Záp.     | Góly     |
| -------- | -------- | -------- |
| 1966     | 2        | 0        |
| Celkem   | 2        | 0        |